# Lucas Merolla
Lucas Gabriel Merolla (Buenos Aires, 27 giugno 1995) è un calciatore argentino, difensore del Mazatlán.

## Caratteristiche tecniche
È un difensore centrale.

## Carriera
Cresciuto nel settore giovanile dell'Huracán, ha esordito in prima squadra il 10 marzo 2019 disputando l'incontro di Primera División perso 3-1 contro il San Martín (T).